# Orlando Sá
Orlando Carlos Braga de Sá (ur. 26 maja 1988 w Barcelos) – portugalski piłkarz występujący na pozycji napastnika, reprezentant Portugalii.

## Kariera klubowa

### Początki kariery
Sá rozpoczął swoją karierę w Esposende, do treningów w którym przekonał go jego nauczyciel wychowania fizycznego. Przez długi czas grę w piłkę nożną łączył z treningami lekkoatletycznymi. Mimo to w juniorskich zespołach zdobył w sumie 164 bramki, co czyni go najlepszym młodzieżowym strzelcem w historii klubu.
Zainteresowanie Sá zaczęła wyrażać SC Braga, początkowo jednak transferowi sprzeciwiali się rodzice piłkarza. Ostatecznie Sá przeszedł do Bragi i, gdzie po krótkim czasie zaczął łączyć grę w drużynach młodzieżowych z treningami w pierwszym zespole.

### Braga
Przed sezonem 2007/08 Sá został włączony do kadry pierwszej drużyny Bragi, a po krótkim czasie wypożyczony do trzecioligowego Maria da Fonte. W klubie tym spędził rok, zdobywając w tym czasie sześć bramek.
Latem 2008 roku powrócił do Bragi i 5 stycznia 2009 roku zadebiutował w portugalskiej ekstraklasie podczas wygranego 2:0 meczu z CF Os Belenenses. 8 marca 2009 roku w zremisowanym 2:2 spotkaniu z Estrelą Amadora zdobył swoją pierwszą bramkę w barwach klubu.

### Porto
1 czerwca 2009 Sá przeszedł do drużyny ówczesnych mistrzów kraju, FC Porto, którzy zapłacili za niego około 3 milionów euro. Podczas transakcji Braga zapewniła sobie dodatkowo 20% z kwoty następnego transferu. Sá trafił do klubu z kontuzją, przez co w nowych barwach zadebiutował dopiero 2 stycznia 2010 roku w wygranym 2:0 meczu Pucharu Portugalii z Oliveirense.
Sezon 2010/11 Sá spędził na wypożyczeniu w Nacionalu, jednak podczas pobytu w tym klubie często zmuszony był pauzować z powodu kolejnych urazów. 21 sierpnia 2010 roku zdobył zwycięskiego gola podczas wygranego 2:1 spotkania przeciwko Benfice, zaś rozgrywki zakończył z dorobkiem sześciu bramek.

### Fulham
W 2011 roku, pod koniec letniego okienka transferowego, Sá na zasadzie wolnego transferu dołączył do angielskiego Fulham. Oficjalny debiut w barwach klubu zaliczył 21 września w zremisowanym 0:0 meczu Pucharu Ligi Angielskiej z Chelsea. Trzy dni później rozegrał pierwsze spotkanie w Premier League, występując pełne 90 minut przeciwko West Bromwich Albion.
31 grudnia 2011 roku Sá zdobył swojego pierwszego gola dla Fulham, które zremisowało wówczas 1:1 z Norwich City. Początek sezonu 2011/12 spędził jednak głównie na próbach fizycznego dostosowania się do gry w Anglii, a także nauce języka angielskiego.
Przed rozpoczęciem kolejnych rozgrywek Sá w wywiadzie dla oficjalnej strony Fulham przyznał, że chce poprawić swoją grę: „Czuję, że przygotowania przedsezonowe będą dla mnie bardzo ważne, naprawdę chcę być dobrze przygotowany przed rozpoczęciem kolejnej kampanii, chcę, by ten rok był moim rokiem. Mam nadzieję, że uda mi się zdobyć więcej bramek, takich jak ta zdobyta przeciwko Norwich. To była dla mnie fantastyczna chwila i mam nadzieję, że doświadczę ich na Carrow Road jeszcze wiele”. Mimo to 30 czerwca 2012 roku kontrakt Sá z klubem został rozwiązany za porozumieniem stron.

### AEL Limassol
30 lipca 2012 roku Sá podpisał trzyletnią umowę z ówczesnym mistrzem Cypru, AEL-em Limassol. Pierwszego gola zdobył już w debiucie, 3 września, zaś AEL wygrało 3:1 z Doxą Katokopia. Sezon zakończył z dorobkiem pięciu goli. W trakcie kolejnych rozgrywek poprawił swoje statystyki i do połowy sezonu zgromadził 13 bramek zdobytych w 19 spotkaniach.

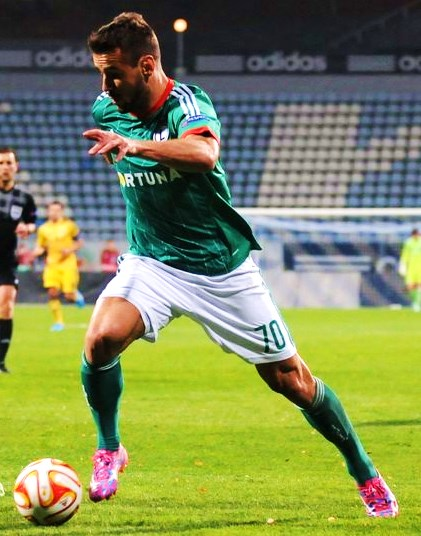
Orlando Sá w barwach Legii Warszawa (2014)

### Legia Warszawa
13 lutego 2014 roku Legia Warszawa poinformowała, iż osiągnęła porozumienie z AEL-em Limassol odnośnie do transferu Sá, zaś sam zawodnik przyleciał do Warszawy w celu odbycia testów medycznych. Dzień później podpisał z nowym klubem 3,5-letni kontrakt. W barwach klubu zadebiutował 22 lutego podczas wygranego 3:0 meczu ligowego z Górnikiem Zabrze. Pierwszą bramkę zdobył 12 kwietnia 2014 roku w ostatnim meczu sezonu zasadniczego Ekstraklasy z Zagłębiem Lubin.

### Reading
Przed rozpoczęciem sezonu 2015/16 Sá postanowił odejść z Legii. 29 czerwca 2015 roku podpisał trzyletni kontrakt z angielskim drugoligowcem, Reading. W Championship zadebiutował 8 sierpnia 2015 w meczu z Birmingham (1:2), zaś swoją pierwszą bramkę w lidze angielskiej zdobył 29 sierpnia 2015 w wygranym 3:1 meczu z Brentford. 11.09.2015 zdobył hat-tricka w wygranym 5:1 meczu Reading z Ipswich Town.

### Maccabi Tel Awiw
26 stycznia 2016 roku podpisał 3,5-letni kontrakt z izraelskim klubem i ówczesnym mistrzem tego kraju- Maccabi Tel Awiw. W Ligat ha’Al zadebiutował 20 lutego 2016 podczas wygranego 2:1 meczu z Hapoelem Hajfa. Orlando wszedł na boisko w 61' minucie a następnie zanotował asystę przy bramce Tala Ben Chajjima na 2:0, w 80' minucie spotkania. 5 marca 2016 w ligowym spotkaniu z Hapoelem Kefar Sawa zdobył swoje dwa pierwsze gole dla Maccabi.

### Standard Liège
31 sierpnia 2016 w ostatnim dniu letniego okienka transferowego przeszedł z Maccabi Tel Awiw do Standardu Liège podpisując z belgijskim klubem 4-letni kontrakt. W Eerste klasse zadebiutował 11 września 2016 w meczu z KRC Genk. Portugalski napastnik wszedł na boisko w 87' minucie meczu a około 6 minut później, w doliczonym czasie spotkania, zdobył debiutancką bramkę, ustalając wynik spotkania na 2:0.

## Kariera reprezentacyjna
Sá ma za sobą grę w licznych juniorskich i młodzieżowych reprezentacjach Portugalii. W 2007 roku wraz z zespołem do lat 19 wziął udział w młodzieżowych Mistrzostwach Europy, podczas których Portugalia odpadła w fazie grupowej. 18 listopada 2008 roku zdobył hat-tricka podczas wygranego 4:1 towarzyskiego spotkania kadry do lat 21 z Hiszpanią.
Trzy miesiące później został powołany przez Carlosa Queiroza do seniorskiej reprezentacji i 11 lutego 2009 zadebiutował w niej, podczas wygranego 1:0 meczu towarzyskiego z Finlandią, zmieniając w 57. minucie Hugo Almeidę.

## Statystyki kariery
(aktualne na dzień 19 maja 2017)
| Klub                  | Sezon              | Liga                      | Liga  | Liga   | Puchar kraju | Puchar kraju | Puchar ligi | Puchar ligi | Europa | Europa | Suma  | Suma   |
| Klub                  | Sezon              | Liga                      | Mecze | Bramki | Mecze        | Bramki       | Mecze       | Bramki      | Mecze  | Bramki | Mecze | Bramki |
| --------------------- | ------------------ | ------------------------- | ----- | ------ | ------------ | ------------ | ----------- | ----------- | ------ | ------ | ----- | ------ |
| SC Braga              | 2007/08            | Primeira Liga             | 0     | 0      | 0            | 0            | 0           | 0           | 0      | 0      | 0     | 0      |
| Maria da Fonte (wyp.) | 2007/08            | Segunda Divisão           | 26    | 6      | 2            | 0            | –           | –           | –      | –      | 28    | 6      |
| SC Braga              | 2008/09            | Primeira Liga             | 10    | 2      | 0            | 0            | 0           | 0           | 5      | 0      | 15    | 2      |
| FC Porto              | 2009/10            | Primeira Liga             | 2     | 0      | 4            | 0            | 5           | 1           | 0      | 0      | 11    | 1      |
| CD Nacional (wyp.)    | 2010/11            | Primeira Liga             | 16    | 3      | 1            | 2            | 2           | 0           | –      | –      | 19    | 5      |
| Fulham                | 2011/12            | Premier League            | 7     | 1      | 0            | 0            | 1           | 0           | 4      | 0      | 12    | 1      |
| AEL Limassol          | 2012/13            | Protathlima A’ Kategorias | 20    | 5      | 7            | 1            | –           | –           | 5      | 1      | 32    | 7      |
| AEL Limassol          | 2013/14            | Protathlima A’ Kategorias | 19    | 13     | 0            | 0            | –           | –           | –      | –      | 19    | 13     |
| Legia Warszawa        | 2013/14            | Ekstraklasa               | 7     | 1      | 0            | 0            | –           | –           | 0      | 0      | 7     | 1      |
| Legia Warszawa        | 2014/15            | Ekstraklasa               | 26    | 13     | 2            | 0            | –           | –           | 7      | 1      | 35    | 14     |
| Reading               | 2015/16            | Championship              | 19    | 5      | 1            | 0            | 1           | 0           | –      | –      | 21    | 5      |
| Maccabi Tel Awiw      | 2015/16            | Ligat ha’Al               | 10    | 2      | 0            | 0            | –           | –           | 0      | 0      | 10    | 2      |
| Maccabi Tel Awiw      | 2016/17            | Ligat ha’Al               | 0     | 0      | –            | –            | –           | –           | 7      | 1      | 7     | 1      |
| Standard Liège        | 2016/17            | Eerste klasse             | 28    | 17     | 1            | 0            | –           | –           | 5      | 0      | 34    | 17     |
| Ogólnie w karierze    | Ogólnie w karierze | Ogólnie w karierze        | 190   | 68     | 18           | 3            | 9           | 1           | 33     | 3      | 250   | 74     |

## Sukcesy

### Porto
- Puchar Portugalii: 2009/10

### Legia Warszawa
- Mistrzostwo Polski: 2013/14
- Puchar Polski: 2014/15